# Joan Josep Laguarda i Fenollera
Joan Josep Laguarda i Fenollera (ur. 22 kwietnia 1866, zm. 4 grudnia 1913) – hiszpański duchowny katolicki, biskup Seo de Urgel i zarazem współksiążę episkopalny Andory od 10 września 1902 do 6 grudnia 1906.
19 czerwca 1899 został mianowany biskupem tytularnym Titiopolis oraz biskupem pomocniczym Toledo. 9 czerwca 1902 został biskupem Urgell, 6 grudnia 1906 biskupem Jaén, a 20 stycznia 1909 biskupem Barcelony.